# 今出川実尹
今出川 実尹（いまでがわ さねただ）は、鎌倉時代後期から建武新政期にかけての公卿。

## 経歴
元亨2年（1322年）に雅歌琵琶の秘曲を伝授された。嘉暦3年（1328年）従三位となり、公卿に列する。左近衛中将・権中納言などをへて、建武元年（1334年）後醍醐天皇の中宮珣子内親王（後伏見天皇の皇女）の中宮権大夫となる。同年雅楽頭を兼務。延元2年/建武4年（1337年）珣子内親王の薨去に伴い、大夫を辞職。延元4年/暦応2年（1338年）に権大納言を拝命。

## 系譜
- 父：今出川兼季（1281-1339）
- 母：西園寺公顕の娘
- 妻：三条実忠娘
- 生母不明の子女
  - 男子：今出川公直（1335-1396）
  - 男子：今出川実直（1342-1396）